# 三斑花蟹蛛
三斑花蟹蛛（学名：Xysticus pseudoblitea）为蟹蛛科花蟹蛛属的动物。分布于朝鲜以及中国的黑龙江、吉林、辽宁、内蒙古、河北、青海、甘肃、山东、山西、四川、西藏等地。该物种的模式产地在河北。